# マリントラフィック
マリントラフィック（MarineTraffic）は、船舶の位置と動き、港湾内の現在位置に関するリアルタイム情報を提供するウェブサイト。オープンソースコミュニティによるプロジェクトとして運営されており、船舶に関する情報データベースでは、建造された場所や事業者名、船舶の寸法や総登録トン数（GRT）、IMO番号などを提供する。また、登録ユーザーは他のユーザーが評価できる船舶に関する写真を掲載することができる。
船の位置は、Google Maps API、海図、OpenSeaMapを使用してGoogle マップ上に表示されている。
基本的なサービスは無料で利用でき、有料会員になるとより高度な機能を利用することが可能となる。
このサイトは毎月600万のユニークビジターが訪れており、2015年4月には60万の登録ユーザー数を記録している。

## 仕組み
船舶の位置データは、世界140か国以上の18,000を超える自動船舶識別装置（AIS）受信局の情報がボランティアによって収集されている。海上移動業務識別コード（MMSI）、位置、速度、指針、進行方向、回頭率、UNIX時間（UTC秒）、喫水、積み荷、目的地、到着予定時刻（ETA）、アンテナの位置（座標）および航海の状態などAIS機器によって提供される固定情報は、時分割多元接続技術（TDMA）を用いて船舶に設置されたVHFアンテナを通じ送信され、その信号を受信した受信局からマリントラフィックのメインサーバに情報を転送し、Webサイトを介してリアルタイムでの表示が行われている。表示に使用される地図はGoogleマップをベースマッピングとしている。また、AIS信号の到達距離は条件により異なるが、概ねアンテナが取付けられた位置から見渡せる範囲である20～30海里（37～56km）であり、信号が受信できるのは受信機が設置された沿岸地域に限定されているため、洋上では人工衛星受信機も利用し情報を補完している。

### 日本
日本国内のAIS送受信に付いては海上保安庁主導により整備が進められ、海上交通センターで使用されるレーダーシステムとAIS情報を融合させた新しい航行支援システムの運用を2004年から開始しており、一部離島地域を除いた全沿岸海域での運用を2009年より開始している。

## 歴史

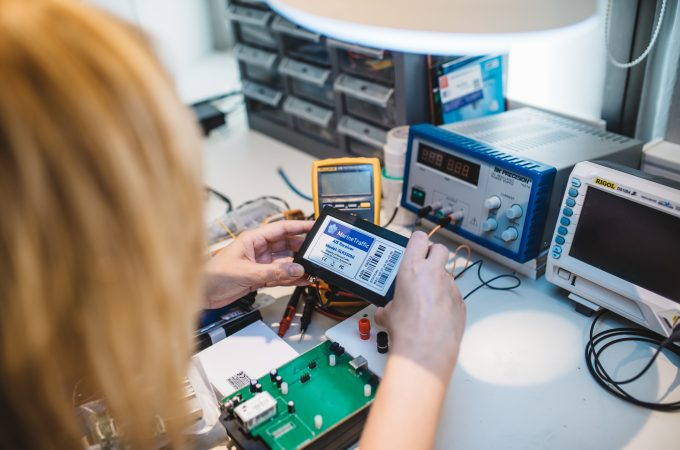
AIS受信機

マリントラフィックは、ギリシャのエルムポリにあるエーゲ大学で学術的なプロジェクトとして2006年に開始されている。
2007年後半、ディミトリス・レッカス（Dimitris Lekkas）教授はこれを試用版として公開した。
運営は「MarineTraffic.com」によって行われ、本部はギリシャのアテネに置き、イギリス、シンガポールに本社を構えており、国際海事機関（IMO）国連貿易開発会議（UNCTAD）などの国際機関のほか、世界各地の港湾団体や、海運企業、石油資本などとも協力関係にある。ギリシャのスタートアップ企業として始まり、ギリシャ国内においてマリントラフィックは過去10年で最も成功した事例となった。

## コミュニティ
マリントラフィックはアマチュア無線家のコミュニティやAISステーションの所有者、写真家、翻訳家などに大きく依存している。